# لیسوویتسه (شهرستان ووچ شرقی)
لیسوویتسه (به لاتین: Lisowice) یک روستا در لهستان است که در گمینا کولوشکی واقع شده‌است.